# Krychów
Krychów phát âm [ˈkrɨxuv] là một ngôi làng (tiếng Ba Lan: kolonia) tại khu hành chính của Gmina Hańsk, Włodawa, Lublin Voivodeship, ở miền đông Ba Lan. Năm 1975, ngôi làng thuộc về địa phận của Chełm Voivodeship về mặt hành chính.

## Chiến tranh Thế giới II
Trong thời gian chiếm đóng Ba Lan trong Thế chiến II, Krychów là địa điểm của một trại lao động cưỡng bức của Đức Quốc xã, được thành lập vào năm 1940 cho người Do Thái Ba Lan, với một số trại phụ.

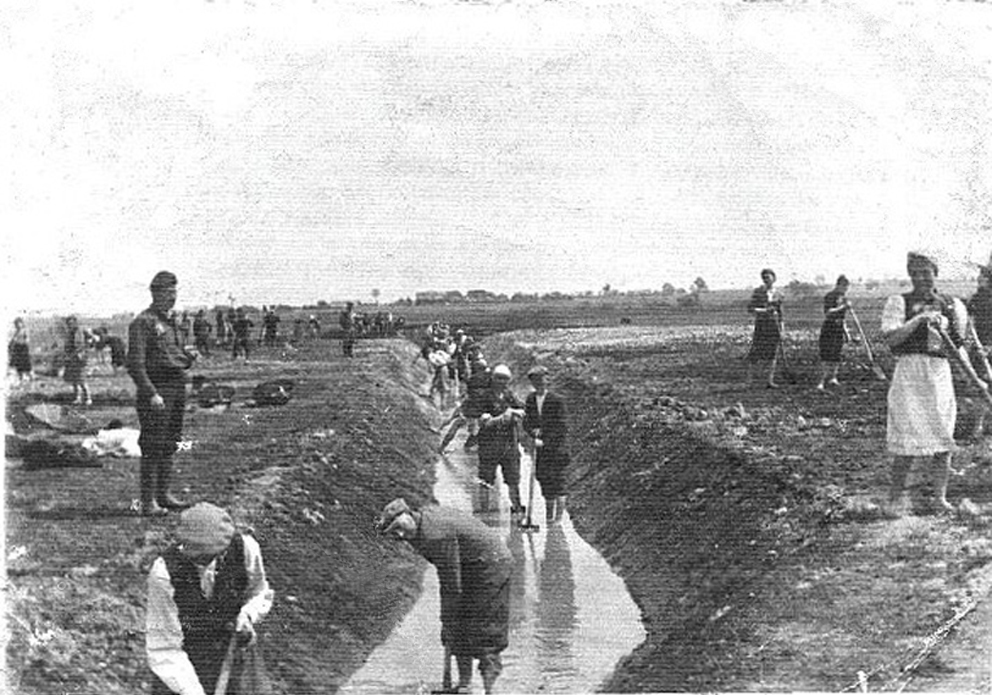
Trại lao động cưỡng bức Krychów, 1940. Các tù nhân Do Thái Ba Lan xây dựng các mương thủy lợi cho điền trang mới của Generalplan Ost. Hầu hết các tù nhân này được gửi đến Sobibór sau đó.

Trại ở Krychów được quân Đức thiết lập thay cho một cơ sở cải huấn nhỏ dành cho những người phạm tội ngắn hạn được thành lập vào năm 1935 tại Ba Lan, là một chi nhánh của nhà tù Chełm. Các tù nhân trước chiến tranh đã được chính quyền Ba Lan thả ra vào thời điểm diễn ra cuộc xâm lược Ba Lan vào những ngày đầu tháng 9 năm 1939 và trung tâm cải huấn không còn giam giữ tù nhân nào nữa. Quân Đức đã thiết lập một trại Do Thái ở đó cho khoảng 1.500 đàn ông và phụ nữ bị buộc phải xây dựng trang trại cho "thực dân" Đức. Đó là một chi nhánh chính của một số trại ở Gmina Hańsk bao gồm Krychów, Hańsk-Dwór, Osowa, và Ujazdów, cho những tù nhân vô tội bị trục xuất khỏi các khu định cư lân cận.
Trại tập trung ở Krychów được quản lý bởi chính quyền Đức Quốc xã của Kế hoạch thảm sát Trung và Đông Âu, chuẩn bị điền trang cho thực dân được đưa vào chương trình Heim ins Reich (Về lại Đế chế Đức) từ những người Volksdeutsche nước ngoài. Do gần trại hủy diệt Sobibór, nhiều người Do Thái đã đào mương thủy lợi trong các trại này chỉ đơn giản là diễu hành dưới sự canh gác của Đức cho cuộc tàn sát bằng phòng hơi ngạt Sobibór, cùng với người Romani bị cầm tù.

## Địa lý
Krychów nằm ở trung tâm của Pojezierze czyńsko-Włodawskie, đặc trưng bởi đầm lầy và đồng cỏ. Có ít đất canh tác ở đây hơn so với các khu vực khác của vùng thung lũng miền trung Ba Lan. Đây là một khu vực được bảo vệ hợp pháp, một phần của Công viên Cảnh quan Sobibór nằm chéo với những con đường mòn đi bộ và đi xe đạp cho khách du lịch.